# 欧洲鼹鼠

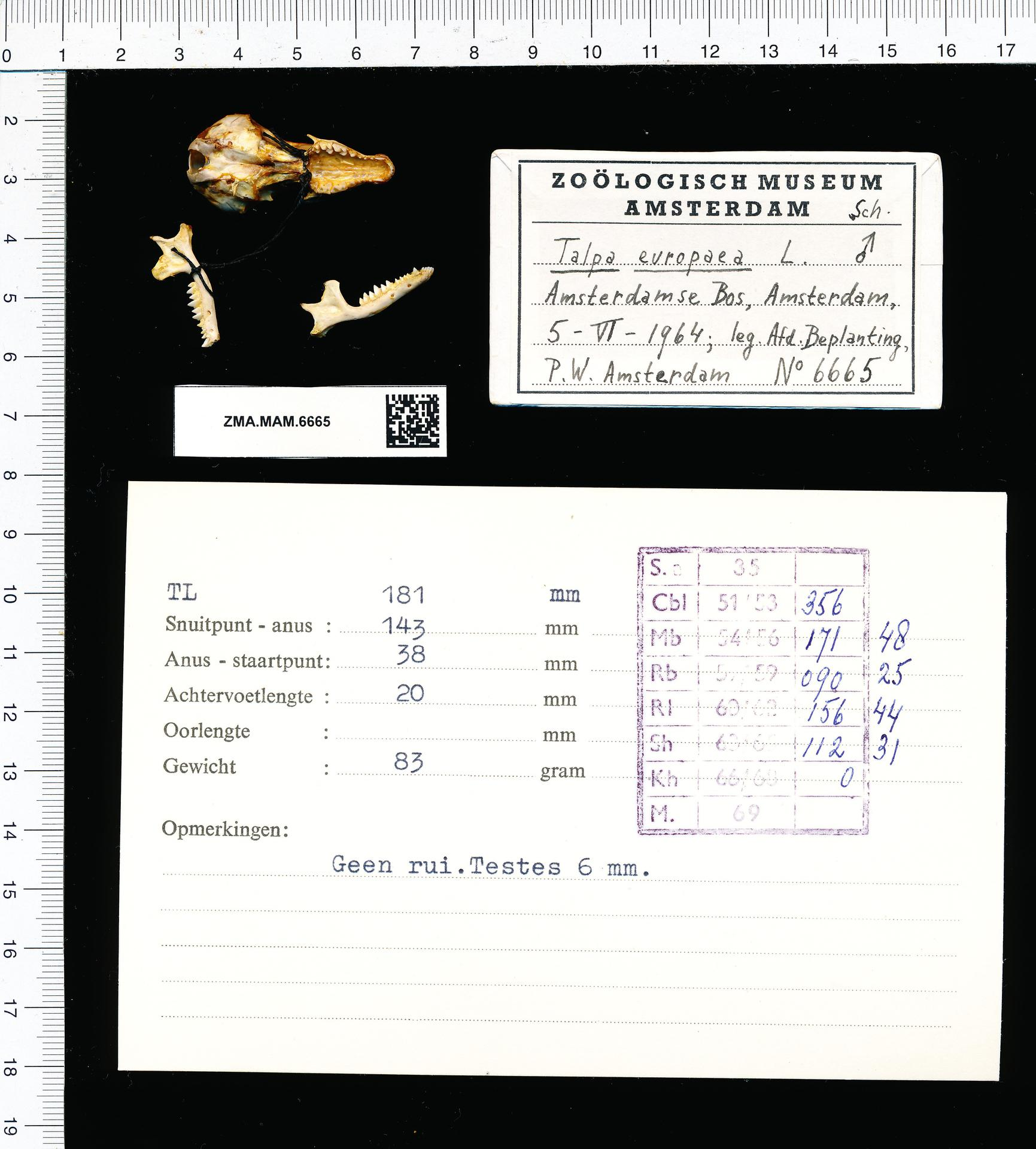
贮存的头骨 (1964)

欧洲鼹鼠是一种哺乳动物，属于真盲缺大目。这种鼹鼠通常生活在地道中，平时生活里也会不断挖掘，并用地道来捕猎。一般挖出来的土会被欧洲鼹鼠堆到地表，形成鼹鼠丘。它主要吃蚯蚓，有时也会吃虫子、蜈蚣甚至小鼠和鼩鼱。它的口水有毒，特别擅长麻痹土中的虫子。